# Tournoi de tennis de Majorque
Le tournoi de Majorque est un tournoi féminin du circuit WTA et masculin du circuit ATP. Il se déroule à partir de 2016 sur gazon à Calvià.
Auparavant, le tournoi de Majorque était un tournoi de tennis masculin du circuit ATP qui s'est déroulé sur terre battue en 1976 puis de 1998 à 2002 à Palma de Majorque. En 1998, il avait pris la place dans le calendrier du tournoi de Marbella et a ensuite été remplacé en 2003 par l'Open de Valence. En 2020, il refait son apparition une semaine avant Wimbledon et se déroule sur gazon à Calvià mais la première édition a dû être annulée.
Depuis 2018, un tournoi masculin du circuit Challenger est organisé sous l'impulsion de Rafael Nadal. Il se déroule au mois d'août à la Rafa Nadal Academy à Manacor et se joue sur dur.

## Palmarès dames

### Simple
| No | Date       | Nom et lieu du tournoi | Catégorie | Dotation  | Surface      | Vainqueure           | Finaliste            | Score         |         |
| -- | ---------- | ---------------------- | --------- | --------- | ------------ | -------------------- | -------------------- | ------------- | ------- |
| 1  | 13-06-2016 | Mallorca Open, Calvià  | Intern'l  | 226 750 $ | Gazon (ext.) | Caroline Garcia      | Anastasija Sevastova | 6-3, 6-4      | Tableau |
| 2  | 19-06-2017 | Mallorca Open, Calvià  | Intern'l  | 226 750 $ | Gazon (ext.) | Anastasija Sevastova | Julia Görges         | 6-4, 3-6, 6-3 | Tableau |
| 3  | 18-06-2018 | Mallorca Open, Calvià  | Intern'l  | 226 750 $ | Gazon (ext.) | Tatjana Maria        | Anastasija Sevastova | 6-4, 7-5      | Tableau |
| 4  | 17-06-2019 | Mallorca Open, Calvià  | Intern'l  | 226 750 $ | Gazon (ext.) | Sofia Kenin          | Belinda Bencic       | 62, 7-65, 6-4 | Tableau |

### Double
| No | Date       | Nom et lieu du tournoi | Catégorie | Dotation  | Surface      | Vainqueure                             | Finaliste                                  | Score            |         |
| -- | ---------- | ---------------------- | --------- | --------- | ------------ | -------------------------------------- | ------------------------------------------ | ---------------- | ------- |
| 1  | 13-06-2016 | Mallorca Open Calvià   | Intern'l  | 226 750 $ | Gazon (ext.) | Gabriela Dabrowski María José Martínez | Anna-Lena Friedsam Laura Siegemund         | 6-4, 6-2         | Tableau |
| 2  | 19-06-2017 | Mallorca Open Calvià   | Intern'l  | 226 750 $ | Gazon (ext.) | Chan Yung-jan Martina Hingis           | Jelena Janković Anastasija Sevastova       | Forfait          | Tableau |
| 3  | 18-06-2018 | Mallorca Open Calvià   | Intern'l  | 226 750 $ | Gazon (ext.) | Andreja Klepač María José Martínez     | Lucie Šafářová Barbora Štefková            | 6-1, 3-6, [10-3] | Tableau |
| 4  | 17-06-2019 | Mallorca Open Calvià   | Intern'l  | 226 750 $ | Gazon (ext.) | Kirsten Flipkens Johanna Larsson       | M. J. Martínez Sánchez Sara Sorribes Tormo | 6-2, 6-4         | Tableau |

## Palmarès messieurs ATP

### Simple
| No | Date       | Nom et lieu du tournoi           | Catégorie      | Dotation       | Surface        | Vainqueur           | Finaliste             | Score          |                |
| -- | ---------- | -------------------------------- | -------------- | -------------- | -------------- | ------------------- | --------------------- | -------------- | -------------- |
| 1  | 19-04-1976 | , Palma de Majorque              |                | NC $           | Terre (ext.)   | Buster Mottram      | Jun Kuki              | 7-5, 6-3, 6-3  |                |
|    | 1977-1997  | Pas de tournoi                   | Pas de tournoi | Pas de tournoi | Pas de tournoi | Pas de tournoi      | Pas de tournoi        | Pas de tournoi | Pas de tournoi |
| 2  | 28-09-1998 | Mallorca Open, Palma de Majorque | Int' Series    | 425 000 $      | Terre (ext.)   | Gustavo Kuerten     | Carlos Moyà           | 65-7, 6-2, 6-3 | Tableau        |
| 3  | 13-09-1999 | Mallorca Open, Palma de Majorque | Int' Series    | 475 000 $      | Terre (ext.)   | Juan Carlos Ferrero | Àlex Corretja         | 2-6, 7-5, 6-3  | Tableau        |
| 4  | 01-05-2000 | Mallorca Open, Palma de Majorque | Int' Series    | 475 000 $      | Terre (ext.)   | Marat Safin         | Mikael Tillström      | 6-4, 6-3       | Tableau        |
| 5  | 30-04-2001 | Mallorca Open, Palma de Majorque | Int' Series    | 475 000 $      | Terre (ext.)   | Alberto Martín      | Guillermo Coria       | 6-3, 3-6, 6-2  | Tableau        |
| 6  | 29-04-2002 | Mallorca Open, Palma de Majorque | Int' Series    | 356 000 $      | Terre (ext.)   | Gastón Gaudio       | Jarkko Nieminen       | 6-2, 6-3       | Tableau        |
|    | 2003-2020  | Pas de tournoi                   | Pas de tournoi | Pas de tournoi | Pas de tournoi | Pas de tournoi      | Pas de tournoi        | Pas de tournoi | Pas de tournoi |
| 7  | 20-06-2021 | Mallorca Championships, Calvià   | ATP 250        | 720 000 €      | Gazon (ext.)   | Daniil Medvedev     | Sam Querrey           | 6-4, 6-2       | Tableau        |
| 8  | 19-06-2022 | Mallorca Championships, Calvià   | ATP 250        | 886 500 €      | Gazon (ext.)   | Stéfanos Tsitsipás  | Roberto Bautista-Agut | 6-4, 3-6, 7-62 | Tableau        |
| 9  | 24-06-2023 | Mallorca Championships, Calvià   | ATP 250        | 915 630 €      | Gazon (ext.)   | Christopher Eubanks | Adrian Mannarino      | 6-1, 6-4       | Tableau        |
| 10 | 23-06-2024 | Mallorca Championships, Calvià   | ATP 250        | 932 135 €      | Gazon (ext.)   | Alejandro Tabilo    | Sebastian Ofner       | 6-3, 6-4       | Tableau        |

### Double
| No | Date       | Nom et lieu du tournoi           | Catégorie      | Dotation       | Surface        | Vainqueurs                        | Finalistes                          | Score              |                |
| -- | ---------- | -------------------------------- | -------------- | -------------- | -------------- | --------------------------------- | ----------------------------------- | ------------------ | -------------- |
| 1  | 19-04-1976 | , Palma de Majorque              |                | NC $           | Terre (ext.)   | John Andrews Colin Dibley         | Mark Edmondson John Marks           | 2-6, 6-3, 6-2      |                |
|    | 1977-1997  | Pas de tournoi                   | Pas de tournoi | Pas de tournoi | Pas de tournoi | Pas de tournoi                    | Pas de tournoi                      | Pas de tournoi     | Pas de tournoi |
| 2  | 28-09-1998 | Mallorca Open, Palma de Majorque | Int' Series    | 425 000 $      | Terre (ext.)   | Pablo Albano Daniel Orsanic       | Jiří Novák David Rikl               | 7-6, 6-3           | Tableau        |
| 3  | 13-09-1999 | Mallorca Open, Palma de Majorque | Int' Series    | 475 000 $      | Terre (ext.)   | Lucas Arnold Ker Tomás Carbonell  | Alberto Berasategui Francisco Roig  | 6-1, 6-4           | Tableau        |
| 4  | 01-05-2000 | Mallorca Open, Palma de Majorque | Int' Series    | 475 000 $      | Terre (ext.)   | Michaël Llodra Diego Nargiso      | Alberto Martín Fernando Vicente     | 7-62, 7-63         | Tableau        |
| 5  | 30-04-2001 | Mallorca Open, Palma de Majorque | Int' Series    | 475 000 $      | Terre (ext.)   | Donald Johnson Jared Palmer       | Feliciano López Francisco Roig      | 7-5, 6-3           | Tableau        |
| 6  | 29-04-2002 | Mallorca Open, Palma de Majorque | Int' Series    | 356 000 $      | Terre (ext.)   | Mahesh Bhupathi Leander Paes      | Michael Kohlmann Julian Knowle      | 6-2, 6-4           | Tableau        |
|    | 2003-2020  | Pas de tournoi                   | Pas de tournoi | Pas de tournoi | Pas de tournoi | Pas de tournoi                    | Pas de tournoi                      | Pas de tournoi     | Pas de tournoi |
| 7  | 20-06-2021 | Mallorca Championships, Calvià   | ATP 250        | 720 000 €      | Gazon (ext.)   | Simone Bolelli Máximo González    | Novak Djokovic Carlos Gómez-Herrera | Forfait            | Tableau        |
| 8  | 19-06-2022 | Mallorca Championships, Calvià   | ATP 250        | 886 500 €      | Gazon (ext.)   | Rafael Matos David Vega Hernández | Ariel Behar Gonzalo Escobar         | 7-65, 66-7, [10-1] | Tableau        |
| 9  | 24-06-2023 | Mallorca Championships, Calvià   | ATP 250        | 915 630 €      | Gazon (ext.)   | Yuki Bhambri Lloyd Harris         | Robin Haase Philipp Oswald          | 6-3, 6-4           | Tableau        |
| 10 | 23-06-2024 | Mallorca Championships, Calvià   | ATP 250        | 932 135 €      | Gazon (ext.)   | Julian Cash Robert Galloway       | Diego Hidalgo Alejandro Tabilo      | 6-4, 6-4           | Tableau        |

## Palmarès messieurs Challenger
Depuis 2018, un tournoi du circuit Challenger est organisé à la Rafa Nadal Academy à Manacor et se joue chaque année, fin août sur dur.

### Simple
| No | Date       | Nom et lieu du tournoi                 | Catégorie                              | Dotation                               | Surface                                | Vainqueur                              | Finaliste                              | Score                                  |                                        |
| -- | ---------- | -------------------------------------- | -------------------------------------- | -------------------------------------- | -------------------------------------- | -------------------------------------- | -------------------------------------- | -------------------------------------- | -------------------------------------- |
| 1  | 27-08-2018 | Rafa Nadal Open Banc Sabadell, Manacor | Challenger                             | 43 000 €                               | Dur (ext.)                             | Bernard Tomic                          | Matthias Bachinger                     | 4-6, 6-3, 7-63                         |                                        |
| 2  | 26-08-2019 | Rafa Nadal Open by Sotheby's, Manacor  | Challenger                             | 46 600 €                               | Dur (ext.)                             | Emil Ruusuvuori                        | Matteo Viola                           | 6-0, 6-1                               |                                        |
|    | 2020       | Édition annulée (pandémie de Covid-19) | Édition annulée (pandémie de Covid-19) | Édition annulée (pandémie de Covid-19) | Édition annulée (pandémie de Covid-19) | Édition annulée (pandémie de Covid-19) | Édition annulée (pandémie de Covid-19) | Édition annulée (pandémie de Covid-19) | Édition annulée (pandémie de Covid-19) |
| 3  | 30-08-2021 | Rafa Nadal Open by Sotheby's, Manacor  | Challenger                             | 44 820 €                               | Dur (ext.)                             | Lukáš Lacko                            | Yasutaka Uchiyama                      | 5-7, 7-68, 6-1                         |                                        |
| 4  | 29-08-2022 | Rafa Nadal Open by Sotheby's, Manacor  | Challenger                             | 45 730 €                               | Dur (ext.)                             | Luca Nardi                             | Zizou Bergs                            | 7-62, 3-6, 7-5                         |                                        |

### Double
| No | Date       | Nom et lieu du tournoi                 | Catégorie       | Dotation        | Surface         | Vainqueurs                            | Finalistes                     | Score            |                 |
| -- | ---------- | -------------------------------------- | --------------- | --------------- | --------------- | ------------------------------------- | ------------------------------ | ---------------- | --------------- |
| 1  | 27-08-2018 | Rafa Nadal Open Banc Sabadell, Manacor | Challenger      | 43 000 €        | Dur (ext.)      | Ariel Behar Enrique López Pérez       | Daniel Evans Gerard Granollers | Forfait          |                 |
| 2  | 26-08-2019 | Rafa Nadal Open by Sotheby's, Manacor  | Challenger      | 46 600 €        | Dur (ext.)      | Sander Arends David Pel               | Karol Drzewiecki Szymon Walków | 7-5, 6-4         |                 |
|    | 2020       | Édition annulée                        | Édition annulée | Édition annulée | Édition annulée | Édition annulée                       | Édition annulée                | Édition annulée  | Édition annulée |
| 3  | 30-08-2021 | Rafa Nadal Open by Sotheby's, Manacor  | Challenger      | 44 820 €        | Dur (ext.)      | Karol Drzewiecki Sergio Martos Gornés | Fernando Romboli Jan Zieliński | 6-4, 4-6, [10-3] |                 |
| 4  | 29-08-2022 | Rafa Nadal Open by Sotheby's, Manacor  | Challenger      | 45 730 €        | Dur (ext.)      | Yuki Bhambri Saketh Myneni            | Marek Gengel Lukáš Rosol       | 6-2, 6-2         |                 |